# Cubaanse tres

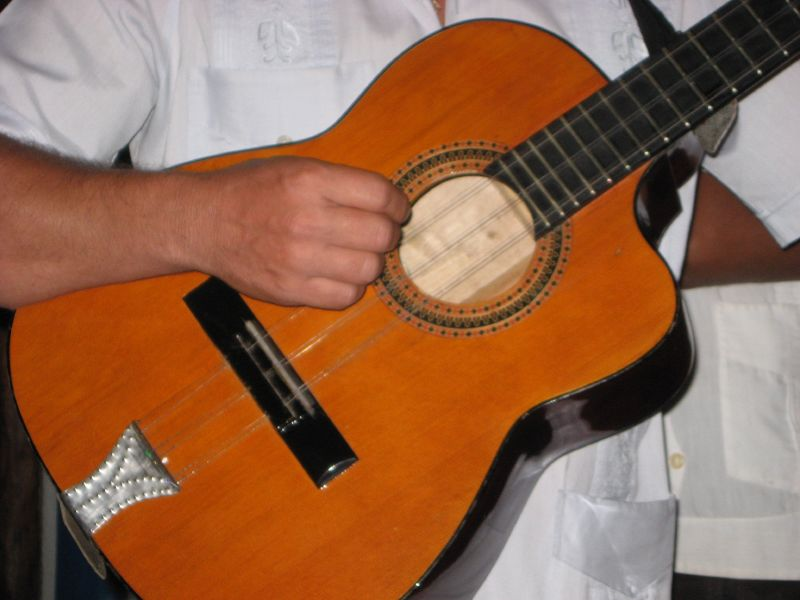
De Cubaanse tres

De Cubaanse tres is een Cubaans gitaarachtig muziekinstrument dat zijn relatieve bekendheid dankt aan de film Buena Vista Social Club van Wim Wenders. Tres betekent "drie" en verwijst naar de drie dubbelkorige snaren van het muziekinstrument.
In de film gaat Ry Cooder op zoek naar oude muzikanten die, door economische noodzaak gedreven, hun instrumenten min of meer aan de palmbomen hadden gehangen. Ry Cooder is in de ban van de oude Cubaanse volksmuziek, de son cubano, en reist door Cuba op zoek naar deze vergeten musici. Als hij ze vindt, als schoenpoetser of als bewaker van een fietsenstalling, blijkt het muzikale vuur nog niet gedoofd. In staat gesteld door hun Yankee weldoener blijken ze nog steeds wonderschone Cubaanse son voort te kunnen brengen.
In die Cubaanse son speelt de tres een grote rol. Het instrument is bespannen met drie (tres) paren van twee snaren. De buitenste snaarparen zijn gestemd in octaaf (steeds vaker worden enkel de bovenste twee snaren in octaaf gestemd), het binnenste snaarpaar als priem, dat wil zeggen precies even hoog. Daar waar de gewone, Spaanse gitaar zich toelegt op een voornamelijk harmonisch-ritmische taak, beperkt de tres zich niet enkel tot het melodische maar is een belangrijk ritmisch element in de Cubaanse son, ze speelt sterk gesyncopeerde akkoordgebonden patronen (zogenaamde gebroken akkoorden of Arpeggio's en toonladderfiguren in het clave patroon) maar heeft over het algemeen ook een belangrijke solistische rol in de muziek. 
Daar waar de gitarist voor het onmisbare fundament zorgt, zorgt de tresero (ook wel 'tresista' genoemd) voor de verbinding tussen de verschillende instrumenten.
De Cubaanse son montuno is niet compleet zonder Tres.

## Puerto Ricaanse tres
Een variant op de Cubaanse tres is de Puerto Ricaanse tres. In plaats van drie koren van twee snaren (3 x 2), is het instrument voorzien van drie koren van drie snaren (3 x 3). Daardoor is klank van de Puerto Ricaanse tres voller en beter hoorbaar bij samenspel met andere instrumenten.